# Густав Адолф (Мекленбург)
Вижте пояснителната страница за други личности с името Густав Адолф.
Густав Адолф фон Мекленбург-Гюстров (на немски: Gustav Adolf von Mecklenburg-Güstrow; * 26 февруари 1633, Гюстров; † 26 октомври 1695, Гюстров) е от 1654 до 1695 г. последният управляващ херцог на Мекленбург-Гюстров. От 1636 до 1648 г. той е администратор на епископство Ратцебург.

## Живот
Той е син на херцог Йохан Албрехт II фон Мекленбург (1590 – 1636) и третата му съпруга принцеса Елеонора Мария фон Анхалт-Бернбург (1600 – 1657), дъщеря на княз Кристиан I фон Анхалт-Бернбург.
След смъртта на баща му през 1636 г. Густав Адолф е под опекунството на неговия чичо херцог Адолф Фридрих I. Густав Адолф също е от 1636 до 1648 г. администратор на епископство Ратцебург. На 2 май 1654 г. Густав Адолф е признат от императора за пълнолетен и поема до смъртта си 1695 г. управлението в (частичното) Херцогство Гюстров. Понеже няма мъжки наследник, с него изчезва линията Гюстров на мекленбургската династия.
След края на Тридесетгодишната война той провежда през 1661 г. преброяване на населението. Той е член на литературното общество „Fruchtbringende Gesellschaft“.
Густав Адолф пише духовни песни, които се намират в евангелийските църковни книги.

## Фамилия
Густав Адолф се жени на 28 ноември 1654 г. в дворец Готорп за херцогиня Магдалена Сибила фон Шлезвиг-Холщайн-Готорп (* 14 ноември 1631; † 22 септември 1719), дъщеря на Фридрих III фон Шлезвиг-Холщайн-Готорп и съпругата му херцогиня Мария Елизабет Саксонска. Те имат децата:
- Йоханес Албрехт (1655 – 1660)
- Елеанора (1657 – 1672)
- Мария (1659 – 1701), омъжена септември 1684 г. за херцог Адолф Фридрих II фон Мекленбург (1658 – 1708)
- Магдалена (1660 – 1702)
- София (1662 – 1738), омъжена на 6 декември 1700 г. за херцог Кристиан Улрих I фон Вюртемберг-Оелс (1652 – 1704)
- Кристина (1663 – 1749), омъжена на 14 май 1683 г. за граф Лудвиг Кристиан фон Щолберг-Гедерн (1652 – 1710)
- Карл Мекленбургски (1664 – 1688), наследствен принц, женен на 20 август 1687 г. за Мария Амалия фон Бранденбург-Швет (1670 – 1739)
- Хедвиг (1666 – 1735), омъжена на 1 декември 1686 г. за херцог Август фон Саксония-Мерзебург-Цьорбиг (1655 – 1715)
- Луиза (1667 – 1721), омъжена на 15 декември 1695 г. за Фредерик IV, крал на Дания и Норвегия (1671 – 1730)
- Елизабет (1668 – 1738), омъжена на 29 март 1692 г. за херцог Хайнрих фон Саксония-Мерзебург (1661 – 1738)
- Августа (1674 – 1756)

## Произведения
- Geistliche Reimgedichte, deren Hundert Heroische und Hundert Gesänge. Nebst einem Anhange von allerhand Teutsch: und Lateinischen Geistlichen Betrachtungen., Güstrow 1699